# 박막
박막(薄膜, Thin film)은 기계가공으로는 만들 수 없는, 두께가 μm 이하인 얇은 막을 의미한다. 강자성 박막을 이용하여, 컴퓨터의 기억장치로도 사용한다. 세라믹은 불활성과 상대적으로 높은 강도를 가지고 있으며, 부식, 산화에도 강하기 때문에, 세라믹 박막은 기판이나 도구의 보호를 위한 코팅으로 사용된다. 또한 광전지에서 박막기술을 활용하면, 대량생산이 가능하고 효율이 높기 때문에 박막 광전지에 활용할 수 있는 물질에 대한 연구가 활발히 진행되고 있다.

## 큰기판에 고정밀 박막 증착

선형타켓 기술의 도면

박막 증착에서 주요한 장애물중 하나는 큰기판을 고정밀하게 모노나 멀티 레이어를 증착하는 능력이다. 선형타켓 기술과 같이 HiHUS 플라즈마 스퍼터링 기술은 정밀도, 균일성, 수축에서 0 사이의 장력으로 스트레스 제어같은 요구된 결과로 큰개선을 시연하였고, 기판위의 표면차 측정은 대략 50/60 cm이다. 선형타겟은 롤투롤이나 인라인 처리에서 HiTUS같은 동등한 이점이있는 큰면적 선형처리의 개발도 가능하다.

## 기술

### 용액성장법을 이용한 박막 증착 기술[1]
- 스퍼터링
- 화학기상증착
- 분자빔 에피택시
- 졸겔 처리
- 스핀코팅
- 파형레이저증착

## 같이 보기
- 박막 광학
- 박막 트랜지스터
- 박막 메모리